# .sb
.sb es el dominio de nivel superior geográfico (ccTLD) para Islas Salomón.